# كوينتيرو
كوينتيرو (بالإسبانية: Quintero)‏ هي مدينة وبلدية في تشيلي في محافظة فالبارايسو ، في إقليم فالبارايسو ، على بعد 30 كيلومترًا شمال فالبارايسو. تمتد البلدية على مساحة 147.5 كم 2 (57 ميل مربع). كانت أول ميناء في البلاد ، تم إنشاؤه أثناء رحلة دييغو دي ألماغرو . تقع مراكز صناعة النحاس وغيرها من الصناعات الثقيلة فيها .

## التاريخ
يأتي اسم المدينة من الملاح الإسباني ألونسو كوينتيرو الذي اكتشف الخليج عام 1536 عندما وصل على متن السفينة سانتياغويلو .